# Rolling Up the Welcome Mat
Rolling Up the Welcome Mat  — второй мини-альбом американской кантри-певицы Келси Баллерини, вышедший 14 февраля 2023 года лейблом Black River. Сопровождаемый одноимённым короткометражным фильмом, проект был номинирован на 57-ю премию Country Music Association Awards в категории «Альбом года» и на 66-й церемонии «Грэмми» в категории «Лучший кантри-альбом».
1 августа 2023 года Баллерини объявила, что 11 августа 2023 года она выпустит расширенную версию мини-альбома под названием Rolling Up the Welcome Mat (For Good).

## История
В марте 2016 года Баллерини начала встречаться с австралийским кантри-певцом Морганом Эвансом, а в 2017 году они поженились. 29 августа 2022 года Баллерини объявила, что они с Эвансом разводятся. 3 ноября 2022 года стало известно, что Баллерини и Эванс достигли мирового соглашения, и их развод был окончательно оформлен 15 ноября 2022 года.
13 февраля 2023 года Баллерини объявила в своих социальных сетях, что выпустит альбом Rolling Up the Welcome Mat в качестве сюрприза, приуроченного ко Дню святого Валентина. Певица описала его в своих социальных сетях:
«Большую часть проекта я писала сама, и было приятно снова довериться себе», - пишет Баллерини. «По иронии судьбы, я начала писать музыку, потому что мои родители развелись; это была моя терапия. С помощью Rolling Up The Welcome Mat я переваривала все происходящее. Так я вытащила свои чувства из тела и сердца и переложила их на музыку - это самый чистый способ, которым я могла справиться с этим».
— Баллерини о Rolling Up the Welcome Mat (For Good)

## Продвижение
4 марта 2023 года Баллерини исполнила песни «Blindsided» и «Penthouse» на шоу Saturday Night Live.

## Отзывы
| Оценки критиков | Оценки критиков |
| Источник        | Оценка          |
| --------------- | --------------- |
| AllMusic        | [ 11 ]          |

Альбом получил положительные отзывы музыкальных критиков и интернет-изданий.
Крис Уиллман из Variety счёл выбор в пользу альбома о её разводе «неожиданно умным», поскольку «вся эта боль была перенесена в „дамбу-бурстер“ побочного проекта без коммерческих ожиданий, без прессы и без ограничений». Уиллман писал, что даже если это был «том исторических аннотаций», песни не «всегда чувствовали себя настолько строго автобиографичными, что им не хватало ума», с «очень небольшим количеством [того], что звучит исключительно в жанре кантри».
Стивен Томас Эрлевайн из AllMusic описал тексты песен как «ряд интимных деталей их союза, а также череду самоанализа», не найдя их, однако, «интенсивными». Эрлевайн написал, что альбом «предлагает чистый, незамутнённый комфорт», что не соответствует его концепции «места боли», каким был её развод.
Rolling Stone назвал альбом 98-м лучшим альбомом 2023 года, отметив «чёткое повествование» треков, создающее «лаконичный дневник после развода, выравнивающий её песенное творчество в процессе жестоких исповедей».

### Итоговые списки
| Пукбликация   | Список                      | Ранг | Ссылка |
| ------------- | --------------------------- | ---- | ------ |
| Billboard     | The 50 Best Albums of 2023  | 19   | [ 14 ] |
| Rolling Stone | The 100 Best Albums of 2023 | 98   | [ 15 ] |

## Список композиций
| №                   | Название               | Автор(ы)                   | Длительность |
| ------------------- | ---------------------- | -------------------------- | ------------ |
| 1.                  | «Mountain with a View» | Келси Баллерини            | 2:57         |
| 2.                  | «Just Married»         | Баллерини                  | 3:18         |
| 3.                  | «Penthouse»            | Баллерини Alysa Vanderheym | 3:03         |
| 4.                  | «Interlude»            | Баллерини Vanderheym       | 0:45         |
| 5.                  | «Blindsided»           | Баллерини Vanderheym       | 2:50         |
| 6.                  | «Leave Me Again»       | Баллерини                  | 2:58         |
| Общая длительность: | Общая длительность:    | Общая длительность:        | 15:54        |

| №  | Название                            | Автор(ы)                   | Длительность |
| -- | ----------------------------------- | -------------------------- | ------------ |
| 1. | «Mountain with a View»              | Келси Баллерини            | 2:57         |
| 2. | «Just Married»                      | Баллерини                  | 3:18         |
| 3. | «Penthouse (Healed Version) [Live]» | Баллерини Alysa Vanderheym | 4:20         |
| 4. | «Interlude (Full Length)»           | Баллерини Vanderheym       | 2:19         |
| 5. | «Blindsided (Yeah, Sure, Okay)»     | Баллерини Vanderheym       | 2:47         |
| 6. | «Leave Me Again»                    | Баллерини                  | 2:58         |
| 7. | «How Do I Do This»                  | Баллерини Vanderheym       | 2:51         |

## Позиции в чартах
| Чарт (2023)                                | Высшая позиция |
| ------------------------------------------ | -------------- |
| Австралия Country Albums (ARIA)            | 8              |
| Австралия Australian Digital Albums (ARIA) | 5              |
| Канада (Canadian Albums Chart)             | 96             |
| Великобритания (UK Digital Albums Chart)   | 35             |
| США (Billboard 200)                        | 48             |
| США (Billboard Independent Albums)         | 5              |
| США (Billboard Top Country Albums)         | 11             |